# Нісіносіма (острів)
Нісіносіма (яп. 西ノ島) — вулканічний острів (раніше підводний вулкан) у Тихому океані. Адміністративно розташований у територіальних водах Японії (округ Оґасавара в складі префектури Токіо).
Лежить на відстані 950 км на південь від Токіо, на північ від групи островів Кадзан у районі Бонін. Утворився 1974 року. В 2014 році під час виверження поряд з островом виник новий острів, внаслідок 6-місячного виверження він з'єднався з Нісіносімою, не отримавши офіційної назви, і далі зростав. Обсяги викидів з листопада 2013 до липня 2015 року склали близько 160 мільйонів кубічних метрів, що приблизно дорівнює 400 мільйонів тонн. На 20 листопада 2015 року протяжність острова із заходу на схід становить 1850 метрів, а з півдня на північ — 1900 метрів. Найвища точка острова лежить на висоті близько 100 метрів над рівнем моря. Починаючи від 1973 року донині вулкан незначно себе проявляв 9 разів.
Надводна частина острова спочатку становила в діаметрі 800х600 метрів. Виділялися 3 вершини на західному, північному та північно-східному схилах. За 40 років існування площа острова спершу зменшувалася майже вдвічі, проте, від середини 1980-х, темпи ерозії сповільнилися, а в 2014—2015 роках острів знову приріс за рахунок сусіднього підводного вулкана. Нісіносіма — один з небагатьох островів, що з'явилися в наш час. Острівна частина іноді іменується Росаріо.

## Етимологія
Острів отримав назву «Острів Єна», коли його відкрив іспанський корабель «Росаріо» в 1702 році. Так називали острів до 1904 року, коли офіційно визнали японську назву «Нісіносіма» (дослівно «Західний острів»).
Коли в 1973 році внаслідок виверження сформувався новий острів, його називали Nishinoshima Shintō (яп. 西之島新島, дослівно, "острів Нова Нісіносіма"), але через ерозію та зміщення пісків цей острів приєднався до головного острова і перестав вважатися окремим об'єктом.
На ранніх стадіях виверження 2013 року приблизно на південний схід від початкової Нісіносіми сформувався новий вулканічний острів. Він не отримав офіційної назви, але згадувався в японських повідомленнях як «новий острів»: atarashii shima (яп. 新しい島) або shintō (яп. 新島) Урядовці заявили, що острів отримає назву «після того, як він стане стабільним, і буде зрозуміло, що він залишиться». Оскільки зараз острів об'єднався з Нісіносімою, «малоймовірно, що він буде названий як окрема сутність».

## Геологія

### Морфологія

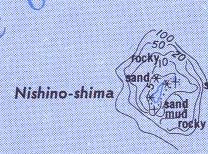
Нісіносіма до 1973 року

До 1974 року Нісіносіма був маленьким зеленим островом, на якому за останні 10 000 років не було вивержень. Острів був лише вершиною підводного вулкана, приблизно 3000 м у висоту і 30 км шириною біля основи. Основний період його діяльності був від пізнього плейстоцену до голоцену. Вулкан набув форми кальдери, з самою Нісіносімою та деякими сусідніми скелями, що складають частину північно-західного хребта кальдери діаметром близько 1 км. Спочатку острів мав довжину близько 650 м і ширину 200 м. Дослідження 1911 року показало, що кальдера має найбільшу глибину 107 м. Вулкан має багато великих підводних додаткових конусів на півдні, заході та північному сході. Південний конус піднімається на 196 м над поверхнею.

#### Виверження 1973—1974

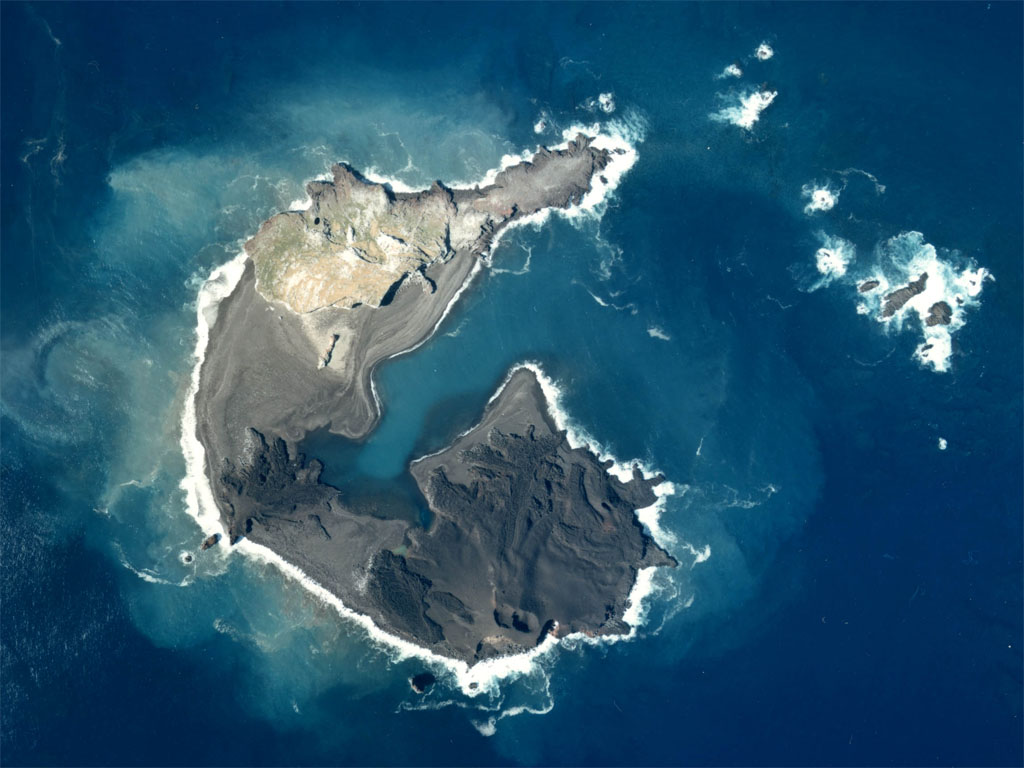
Нішіносіма на аерофотознімку 1978 року. Верхня частина затоки — це старий острів, а нижня частина — новий острів, утворений виверженням 1973 року. Пізніше затока заповнилась осадом, утворивши трапецієподібну берегову лінію безпосередньо перед виверженням 2013 року.

30 травня 1973 року екіпаж судна, що проходило повз острів, зазначив, що близько 11:00 на схід від острова кожні кілька хвилин у повітря піднімався білий дим на висоту до 100 м. Наступного дня спостереження з повітря показало, що за 400 м на схід від острова сталося виверження. Також було видно вир. Помічено жовто-зелену морську воду та спливання пемзи за 5 км на північ від місця виверження. Інший екіпаж виявив, що з моря піднімаються дві чорних скелі[джерело?].
У липні виверження й далі викидало фонтани води кожні кілька хвилин, білий дим піднімався до 100 м над рівнем моря. Спостереження з повітря 14 вересня показало, що над місцем підводного виверження утворився новий острів. Острів утворив шлаковий конус близько 40 м висотою і 120 м діаметром. Новий острів мав кратер діаметром 70 м, який часто викидав шлаки на висоту до 300 м. Білий дим піднімався на висоту близько 1500 м.[джерело?]
У листопаді на новому острові зафіксовано виверження з тріщин із ланцюгом шлакових конусів, розташованих з південного заходу на північний схід. Останні конуси сформувались на кінці ланцюга, при цьому початковий конус зруйновано хвилями. Конуси вивергали попіл на висоту близько 300 м.
У грудні новий острів став більшим за «стару» Нісіносіму. Він мав довжину 700 м і ширину 250 м; на новому острові тепер утворився центральний кратер, який піднявся до висоти 40 м. Конус і далі викидав попіл та шлаки на висоту 100 м. Малий кратер на новому острові також випускав потоки лави.[джерело?]
До лютого 1974 року на західному кінці нового острова утворилось два конуси шлаку, але лише східний конус шлаку вивергався. Спостереження 11 січня показали, що активний східний конус шлаку випускає потік лави.[джерело?]
У березні новий острів все ще вивергався; на той час на острові було п'ять шлакових конусів; один конус шлаку вивергав розжарену лаву. Потоки лави все ще сходили зі схилів нового острова. 1 березня п'ять шлакових конусів затихли, але великий потік лави все ще виливався на краях острова. Після цього виверження закінчилося; новий і старий острови об'єднались.
[джерело?]

#### Виверження 2013—2015
Внаслідок виверження в листопаді 2013 року утворився невеликий острів на південь-південний схід біля берега початкового острова. До грудня 2013 року острів піднявся на 20—25 м над рівнем моря, і мав площу 56 000 м2. Острів був досить великим, тому прогнозувалась його наявність над рівнем моря щонайменше протягом кількох років. До 20 грудня 2013 року острів зростав досить швидко, тому експерти передбачали, що він, ймовірно, з'єднається з Нісіносімою до кінця 2013 року і перестане бути окремим островом. 26 грудня 2013 року японська берегова охорона підтвердила з'єднання двох островів.
НАСА повідомило, що два конуси утворили навколо головного вулканічні жерла заввишки понад 60 м над рівнем моря. Нова частина острова зараз більша, ніж початкова площа Нісіносіми. Об'єднаний острів мав трохи більше 1 км у поперечнику.
Протягом липня та серпня 2014 року потік лави збільшився, внаслідок чого острів швидко розширювався на схід. У період від вересня до грудня потік лави ще збільшився і рухався на північ, майже повністю перевищивши наявний острів, залишивши оголеною лише невелику частину старого острова. 27 грудня 2014 року влада Японії заявила, що острів досяг майже 2,3 км2 і, за оцінками, піднявся приблизно до 110 м над рівнем моря і що вулкан все ще був активним. Навколо вентиляційних отворів утворився пірокластичний конус, який до 23 лютого 2015 року ще підняв острів, приблизно до 135 м.
Виверження тривало протягом першої половини 2015 року, а острів і далі розширювався. Однак до серпня вулкан припинив викидати дим і попіл, але й далі викидав лаву. Станом на 16 вересня 2015 року загальна площа острова дещо зменшилася, але зона фумарол розширилася, оскільки «енергійна вулканічна активність тривала без істотних змін». Виверження відновилися незабаром після цього, але 17 листопада 2015 року було датою останнього вибухового виверження. Фумарольна активність тривала, але зменшувалась, оскільки нових потоків лави не спостерігалося. Також зафіксовано зниження температури, а біля вершини вулкана спостерігалося просідання. У серпні 2016 року Японське метеорологічне агентство оголосило, що рівень вулканічної небезпеки знижено, а зону заборони в'їзду зменшено від радіуса 2 км до 500 м. Це нарешті дозволило здійснити висадку на острів. У серпні поблизу берегів усе ще було помітним змінення кольору води, що вказує на те, що вулканічна активність, хоча і суттєво знизилася, але не припинилася. 14 лютого 2017 року Японське метеорологічне агентство скасувало всі сповіщення щодо острова, заявивши про відсутність ознак подальших вивержень.
У жовтні 2016 року група вчених відвідала Нісіносіму для проведення досліджень на острові. Окрім документування екології та геології острова, встановили обладнання для моніторингу майбутньої вулканічної активності.
Вайсс Їм (Wyss Yim), професор геології у відставці, висунув теорію, що виверження Нісіносіми спричинило появу північно-тихоокеанської Краплі — маси теплої поверхневої води біля тихоокеанського узбережжя Північної Америки.

#### Виверження 2017 та 2018 років
20 квітня 2017 року Японська берегова охорона підтвердила вибухові виверження в кратері № 7 на Нісіносімі та потоки лави, що виходять із основи вулкана. Супутникові знімки 19 квітня також підтвердили високу температуру на острові. Вивчення даних показало, що виверження почалося 17 квітня. До 27 квітня два потоки лави досягли моря, один на західному узбережжі, інший на південно-західному узбережжі острова. До 29 червня потоки створили два виступи, один з яких виходив на 330 м за західний берег, а інший — на 310 м на південний захід. Площа острова зросла до 2,9 км2. До липня поверхневі температури почали знижуватися, а серпні їх вже не можна було відрізнити від оточення; потоки лави також зупинилися до кінця серпня. 3 жовтня Координаційний комітет з прогнозування вивержень вулканів Японського метеорологічного агентства оголосив, що Нісіносіма, ймовірно, перестала вивергатися. У червні 2018 року JMA оголосила, що зону заборони в'їзду зменшено від радіуса 2 км до радіуса 500 м. Однак за місяць зону розширили до 1500 м після того, як 12 липня 2018 року помітили невеликі виверження. Ці виверження швидко вщухли, і зону заборони в'їзду знову зменшили до 500 м 31 жовтня 2018 року.

#### Виверження 2019—2020
6 грудня 2019 року Японська берегова охорона підтвердила, що вулканічна небезпека в Нісіносімі повернулася, а наступного дня у море потрапили нові потоки лави. Цього було достатньо, щоб Метеорологічне агентство винесло попередження суднам уникати Нісіносіми.
У січні 2020 року спостереження Японської берегової охорони підтвердили витікання лави на північно-східне узбережжя. Подальша активність спостерігалася 4 лютого, і очікувалося подовження острова на північ.
Станом на 25 червня 2020 року вибухове виверження все ще тривало, потоки лави на північно-східному схилі вулкана, а також шлейфи попелу сягали 2600 м.
4 липня шлейф попелу досяг висоти 8300 м. 14 серпня 2020 року він досяг розміру 4,1 км2, діаметром понад 2 км.